# Olaf Manthey
Pour les articles homonymes, voir Manthey.
Olaf Manthey (né le 21 avril 1955 à Bonn en Allemagne) est un ancien pilote automobile allemand actuellement team manager de sa propre équipe Manthey Racing, avec laquelle il participe à des courses sur Porsche, parfois en coopération avec le constructeur Porsche. Avec son entreprise à Meuspath à côté de « la boucle », Manthey Motors, il est aussi préparateur (tuner) pour la même marque.

## Carrière sportive
Olaf Manthey a commencé sa carrière en 1974 sur une Simca 1200 S participant à des courses de montagne et sur circuits. Sur Ford Escort RS 2000, BMW 635 CSI et Mercedes 190 E 2.5-16 Evo II il a participé au championnat d’endurance VLN qui se tient sur le Nürburgring (circuit GP court + la boucle Nordschleife), où il a gagné à 28 reprises.

## Succès

### Comme pilote
- 1982 : 1re Place championnat Ford sur Ford Escort RS
- 1983 : 1re Place championnat Ford
- 1984 : 2e Place DTM sur Rover Vitesse
- 1985 : 2e Place DTM sur Rover Vitesse
- 1988 : Record du monde de vitesse sur Audi 200 Turbo
- 1990 : Champion de Porsche Carrera Cup Allemagne sur Porsche 911 Carrera
- 1992 – 1995 : 28 Victoires dans le championnat d’endurance VLN sur Mercedes 190 EVO II

### Commeteam manager
- 1996 : 4e place équipe en Porsche Supercup
- 1997 : 1re et 2e place pilote et 1re place équipe en Porsche Supercup
- 1998 : 1re et 2e place pilote et 1re place équipe en Porsche Supercup
- 1999 : 1re place classe GT aux 24 h du Mans avec Porsche 911 GT3-R
- 1999 : 1re place pilote et 1re place équipe en Porsche Supercup
- 2000 : 1re place pilote et 1re place équipe en Porsche Supercup
- 2001 : 3e place équipe en DTM avec Mercedes
- 2001 : 3e place équipe en Porsche Supercup
- 2002 : 4e place équipe en Porsche Supercup
- 2003 : 3e place aux 24 Heures du Nürburgring (Boucle et circuit GP)
- 2004 : 3e place aux 24 Heures du Nürburgring
- 2005 : 9e place aux 24 Heures du Nürburgring
- 2006 : 1re place aux 24 Heures du Nürburgring
- 2007 : 1re place aux 24 Heures du Nürburgring
- 2008 : 1re place aux 24 Heures du Nürburgring
- 2009 : 1re place aux 24 Heures du Nürburgring
- 2011 : 1re place aux 24 Heures du Nürburgring
- 2013 : 2e place aux 24 Heures de Spa-Francorchamps